# Liceo Miguel de Cervantes y Saavedra
El Liceo A-18 Miguel de Cervantes y Saavedra (originalmente Academia de Estudios Excelsior N°2 de Santiago) es un emblemático liceo municipalizado, ubicado en el centro de la ciudad de Santiago de Chile. Fue fundado en 1933, y se considera como uno de los establecimiento públicos emblemáticos de la capital. Imparte enseñanza de nivel medio a hombres y mujeres. Su administración está a cargo de la Municipalidad de Santiago. Entre 1933 y 2021 el establecimiento se encontraba ubicado entre calle Agustinas y calle García Reyes (Santiago centro), cerca de la estación de metro Cumming. Desde el 2021 el establecimiento se encuentra ubicado en calle Vergara 325, cerca de la estación de metro Toesca en pleno Barrio República.

## Historia
El establecimiento tuvo su origen en el año 1933 bajo el nombre de Instituto de Humanidades Miguel Millar, fundado por sacerdotes católicos. Fue reconocido por el Decreto n.º 362 del Ministerio de Educación del mismo año. Hacia el año 1949, la dirección del establecimiento pasó a ocuparla el presbítero Antonio Silva. Un año más tarde, se integraría como sostenedor del Liceo Flavio, pasando a recibir la denominación de Academia de Estudios Excelsior Nº 2 de Santiago.
No sería hasta el año 1959 cuando adoptaría la denominación de Liceo Cervantes, impartiendo enseñanza gratuita a 279 alumnos. A contar del año 1961, el Liceo pasa a ser un establecimiento educacional coeducacional, dividido en doble jornada: jornada de mañana y jornada de tarde. Hacia su cincuentenario, en 1983, el Liceo contaba en sus aulas con un total de 4.443 alumnos en los niveles preescolar, básico y medio. 
A contar del año 1991, la administración del establecimiento pasó a manos de la Municipalidad de Santiago, adoptando su actual denominación oficial de Liceo A-18 Miguel de Cervantes y Saavedra, siendo separados en su administración los niveles básico y medio. Durante este período de administración municipal, el Liceo experimenta un fuerte deterioro en sus resultados académicos e infraestructura.
Esta crisis sólo vendría a ser superada a contar del año 2004 con la implementación de un nuevo Proyecto Educativo Institucional (PEI), contando para ello con el patrocinio de la Pontificia Universidad Católica de Chile y la Fundación Emmanuel de la Iglesia católica. A partir del PEI se establece una nueva forma de gobierno institucional, incluyendo a nueve profesores en la Unidad Técnico Pedagógica más la participación de los alumnos, asistentes de la educación, padres y apoderados en el Consejo Escolar. Este periodo fue liderado por la Sra Hortensia Suárez Rubio como Directora titular hasta el año 2013, momento en el cual es designado Bernardo Araya Urbina como Director del establecimiento.
Entre los años 2006 hasta el 2014 se producen movilizaciones y tomas las cuales terminan destruyendo el edificio patrimonial del Liceo Cervantes en calle Agustinas de forma irreversible, comenzando un periodo de inestabilidad que termina en el año 2017 y se extiende hasta el 2018. En junio del año 2018 asume el cargo de director elegido por Alta Dirección Pública Guillermo García Ovalle con la misión de reorganizar el Liceo Cervantes y devolver a su comunidad educativa el prestigio de años anteriores.

## Exalumnos
- Dorothy Pérez Gutiérrez, Contralora General de la República.[4]
- Daniel Alcaíno, actor.
- Jorge Flies, gobernador regional electo de la Región de Magallanes y de la Antártica Chilena.
- Mauro Tamayo, alcalde de la comuna de Cerro Navia.
- Jorge Valdivia, futbolista.[5]
- Claudio Valdivia, entrenador de futbol.
- Alexis sanchez
- Lorenzo Araya